# Sky of Avalon – Prologue to the Symphonic Legends
Sky of Avalon – Prologue to the Symphonic Legends е музикален проект на Ули Джон Рот, записан през есента на 1995 г., в Sky Studios, Earl's Farm („Starlight“ и „Winds of War“ са записани още през 1992 г.). Албумът излиза през 1996 г., в Япония и Европа, а през 1998 и в САЩ.

## Състав
- Ули Джон Рот – висчки китари, бас, компютърна обработка
- Томи Харт – основни вокали на 1, 5, 8 и хармонични вокали на 4, 5 и 9
- Михаел Флексиг – основни вокали на 4, 9, 11 и хармонични на 4 и 11
- Леонора Голд – основен сопран на 2 и хармоничен на 1 и 9
- Sky Orchestra – диригент Ули Джон Рот
- Стив Бентли-Клейн – първа цигулка
- Роджър Смит – първо виолончело